# مستعمره کیپ
مستعمرهٔ دماغهٔ امید نیک یا مستعمره کیپ (به انگلیسی: Cape Colony؛ به هلندی:Kaapkolonie)یک مستعمرهٔ پادشاهی متحده بریتانیای کبیر و ایرلند در حدود آفریقای جنوبی و نامیبیای کنونی بود. نام این مستعمره از دماغه امید نیک گرفته شده‌بود. پیش از بریتانیایی‌ها، هلندی‌ها به دست کمپانی هند شرقی هلند در ۱۶۵۲ میلادی این مستعمره را با همین نام بنیاد نهادند. پس از نبرد مویزنبرگ در ۱۷۹۵ میلادی، هلندی‌ها این مستعمره را از کف دادند و دورهٔ استیلای بریتانیایی‌ها بر آن آغاز گشت. در ۱۸۰۲ طی پیمان آمیان دوباره کنترل مستعمره کیپ به هلندی‌ها رسید، ولی پس از نبرد بلاوبرگ در ۱۸۰۶ دوباره اینجا به دست بریتانیایی‌ها اشغال گردید. سرانجام طی معاهده ۱۸۱۴ انگلستان-هلند تسلط بریتانیا بر این مستعمره تسجیل شد.
در ۱۸۷۲ میلادی این مستعمره به خودگردانی رسید. سپس در ۱۹۱۰ میلادی با سه مستعمرهٔ دیگر یکی‌شد و اتحادیه آفریقای جنوبی را تشکیل داد. از آن پس این جغرافیا استان دماغه امید نیک خوانده‌شد. در ۱۹۳۱ آفریقای جنوبی مستقل شد. در ۱۹۹۴ این استان به بخش‌های کوچکتر کیپ شرقی، کیپ شمالی، کیپ غربی و بخش‌هایی از استان شمال غربی تقسیم‌شد.